# واکا (شعر)

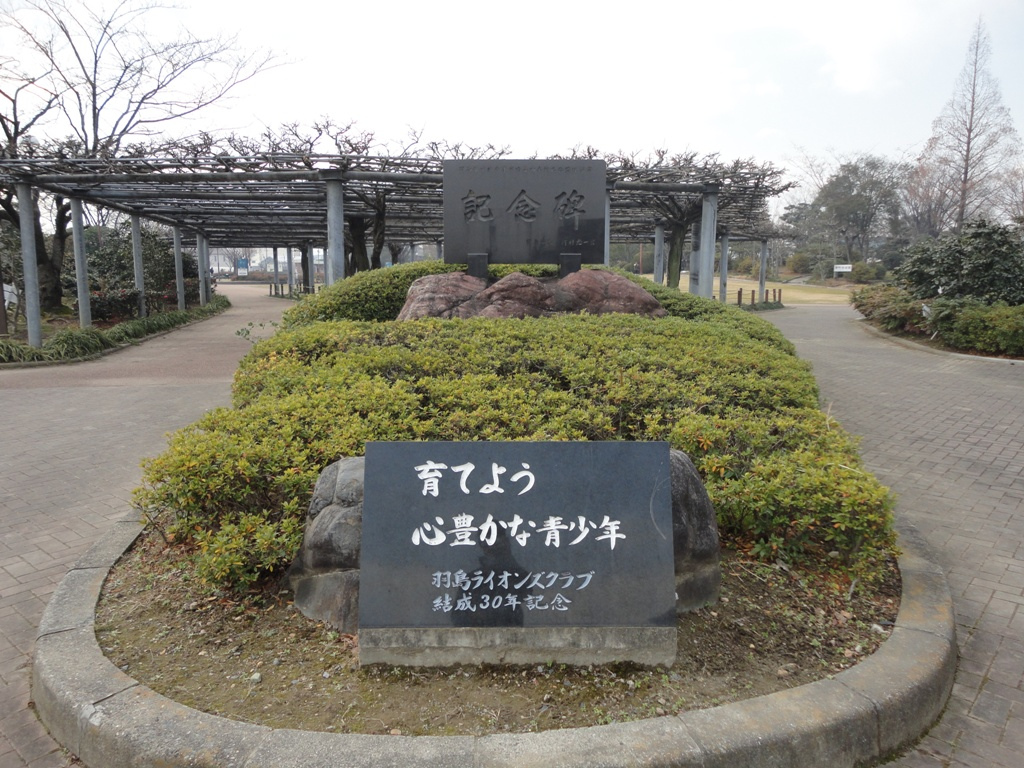
نمایی از یک لوح‌نوشتهٔ واکا در کشور ژاپن

واکا، شعر ژاپنی (به ژاپنی: 和歌 Waka) نوعی شعر کلاسیک در ادبیات ژاپن است.